# 오륜동 (서울)
오륜동(五輪洞)은 서울특별시 송파구의 행정동이다.

## 개요
오륜동은 방이동과 그 역사를 함께 한다. 1985년 9월 1일 강동구 방이동에서 오금동이 분리될 당시 방이동 지역과 오륜동 지역에는 올림픽공원과 올림픽선수촌아파트가 건설 중에 있었다. 서울 올림픽을 앞둔 1988년 1월 1일 강동구에서 송파구가 분구되었고 1989년 6월 1일 송파구 방이동에서 오륜동이 분리되었다. 동 명칭은 88 서울 올림픽을 치른 올림픽공원과 올림픽선수기자촌아파트가 있다는 점에 착안하여 오륜동으로 정해졌다.

## 교육
- 서울오륜초등학교
- 서울세륜초등학교
- 서울체육중학교
- 오륜중학교
- 보성중학교
- 보성고등학교
- 창덕여자고등학교
- 서울체육고등학교
- 한국체육대학교

## 교통
- 서울 지하철 5호선
  - 올림픽공원역
- 서울 지하철 9호선
  - 한성백제역, 올림픽공원역